# Onițcani, Criuleni
Onițcani este un sat din raionul Criuleni, Republica Moldova.
În regiune sunt amplasate izvoarele minerale din satul Onițcani, o arie protejată din categoria monumentelor naturii de tip hidrologic. Două izvoare se găsesc chiar în sat, iar alte două în valea râului Rădi.

## Istorie
Localitatea a fost menționată documentar pentru prima dată în anul 1604:
„1604 (7112) mai 20, Suceava.

Ieremia Movilă voievod întărește lui Simeon Jomir mare șătrar, nepotul lui Evstafie Iorgul, căsătorit cu Anița, fiica lui Irimia hotnogul, sora Gaftonei și a Axanei, în urma pricinii cu mănăstirea Probota, stăpânirea peste jumătatea de jos a satului Cotiujani, ținutul Soroca, rămasă de la bunicul Aniței, Ionașco hotnogul, cu uric de la Ștefan voievod cel Bătrân; peste a patra parte din Samașcani, ținutul Orhei, moștenire de la bunicul său Evstafie și de la Iorga Gore, cu act de la Petru voievod; a patra parte din Hulboca (Gluboca), cu vad pe Cula, rămasă de la ruda sa Ilișicescu; la Săpoteni, a cincea parte din Puțintei și Onițcani, rămasă de la rudele Irimescu; Silișcan, de la rudele Gorescu, iar mănăstirii Probata rămâne să stăpânească 117 stânjeni la Pogor, cu mori în Răut.

Hotare: Zagușca, iazul Staniște, Răcești, Movila Lungă, Probota, Onițcani numită Pistruiul, pârâul Ciorna, podul Fendicu, Iapur, Pohoarna.”

## Administrație și politică
Componența Consiliului local Onițcani (11 consilieri), ales la 5 noiembrie 2023, este următoarea:
|  | Partid                                       | Consilieri | Componență | Componență | Componență |
|  | -------------------------------------------- | ---------- | ---------- | ---------- | ---------- |
|  | Partidul Acțiune și Solidaritate             | 3          |            |            |            |
|  | Partidul Liberal Democrat din Moldova        | 2          |            |            |            |
|  | Partidul Social Democrat European            | 2          |            |            |            |
|  | Partidul Socialiștilor din Republica Moldova | 1          |            |            |            |
|  | Candidat independent ANDREI SOLTAN           | 1          |            |            |            |
|  | Mișcarea „Respect Moldova”                   | 1          |            |            |            |
|  | Partidul „Renaștere”                         | 1          |            |            |            |

## Galerie de imagini

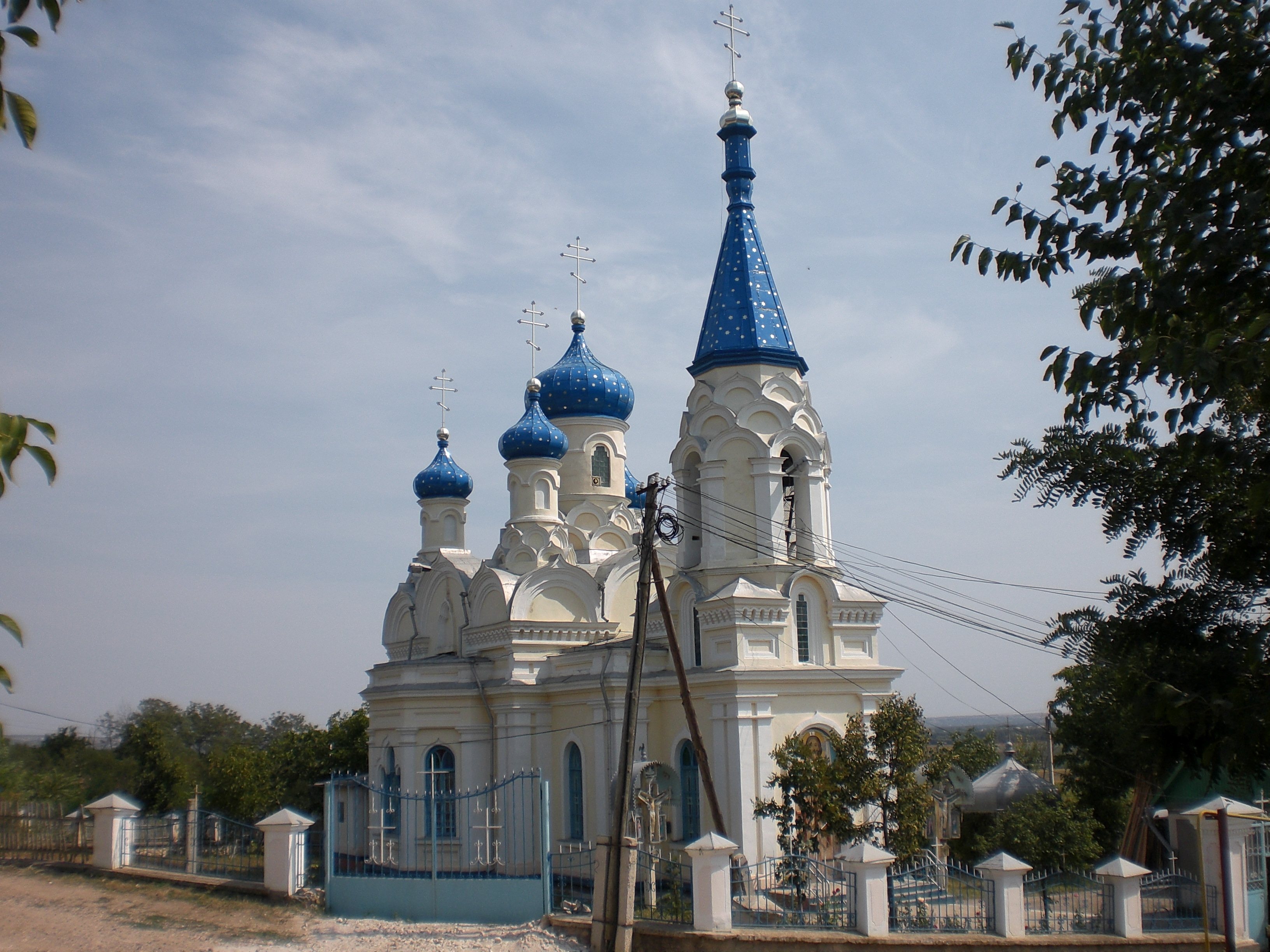
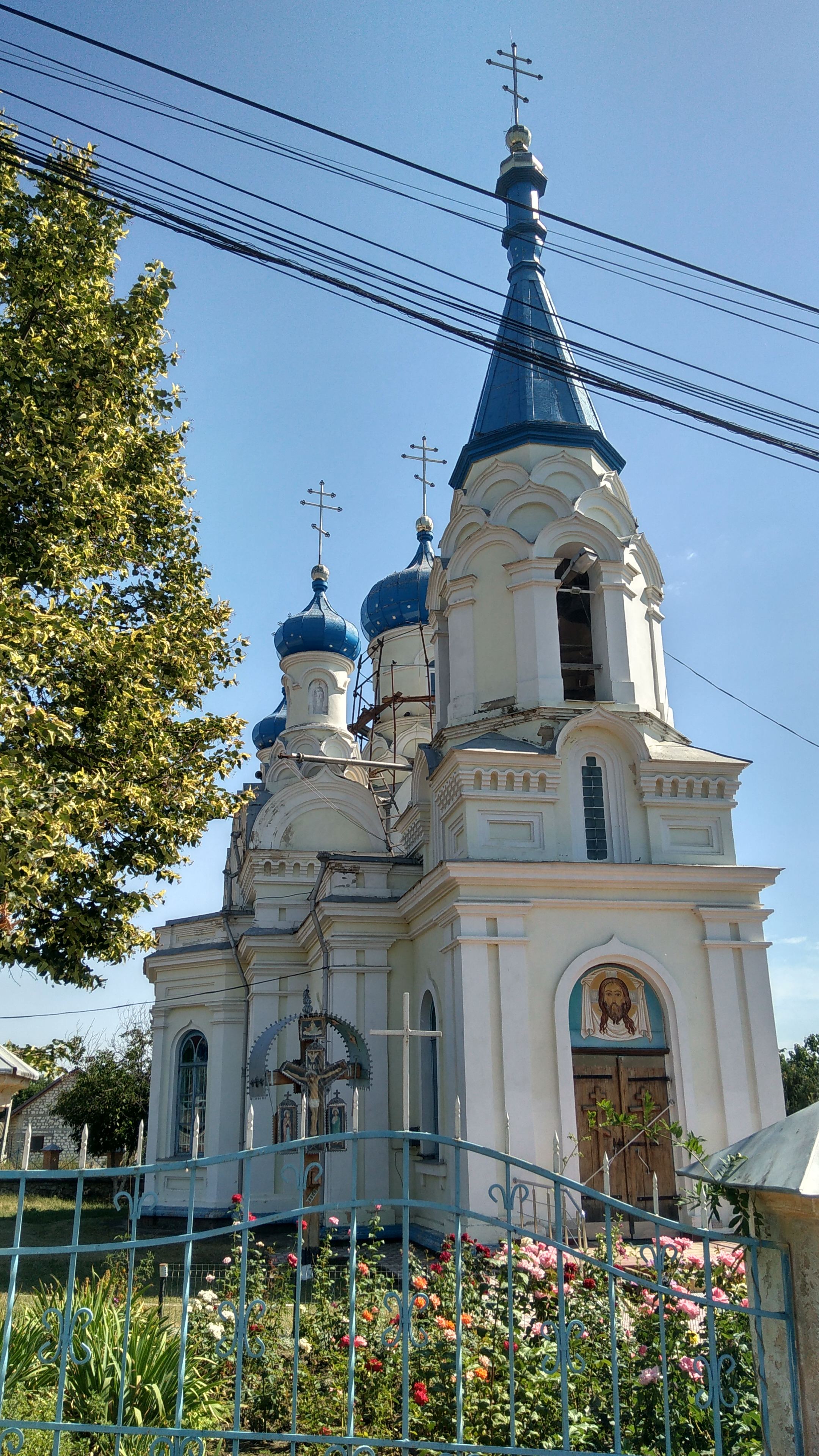
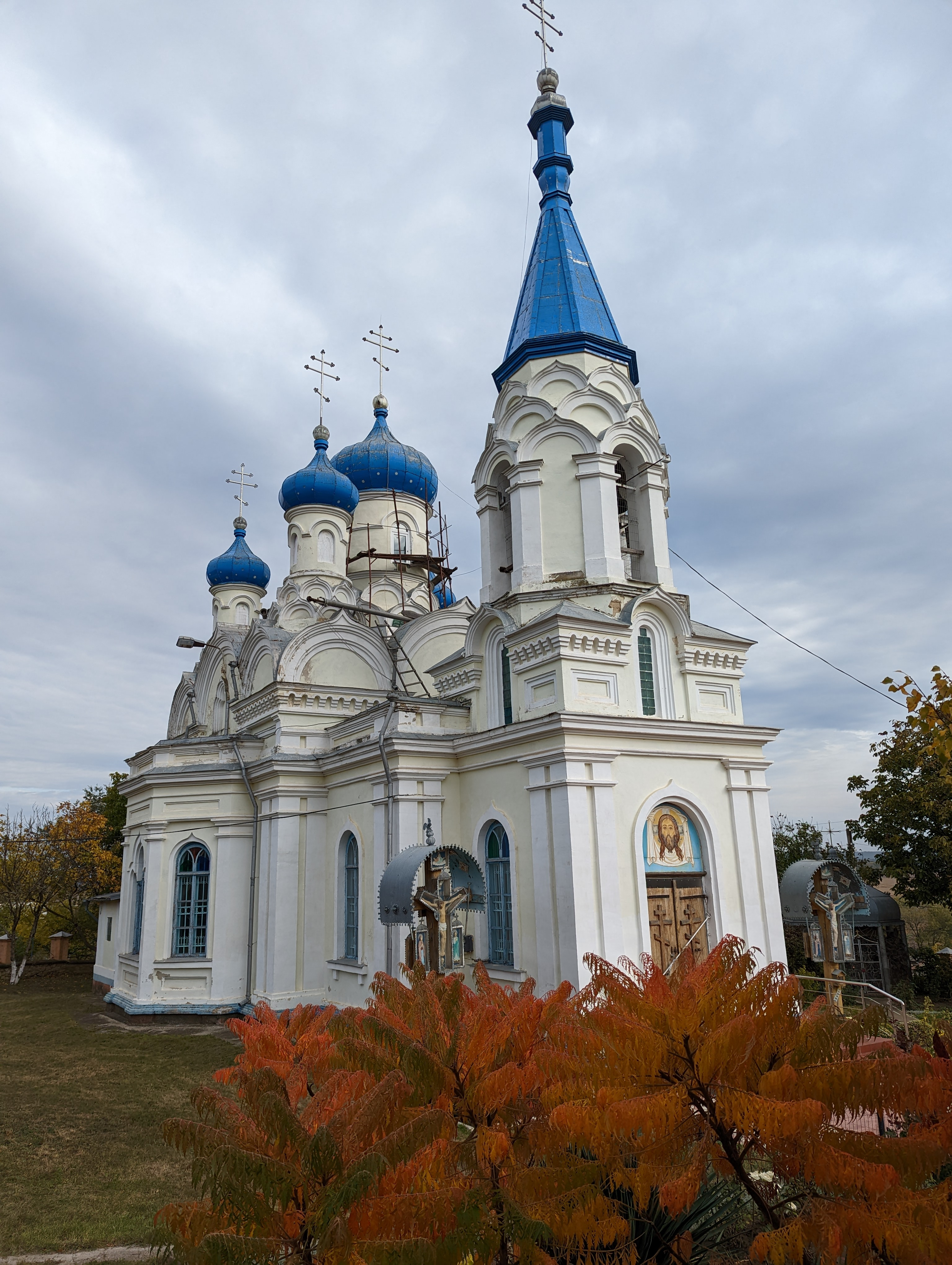
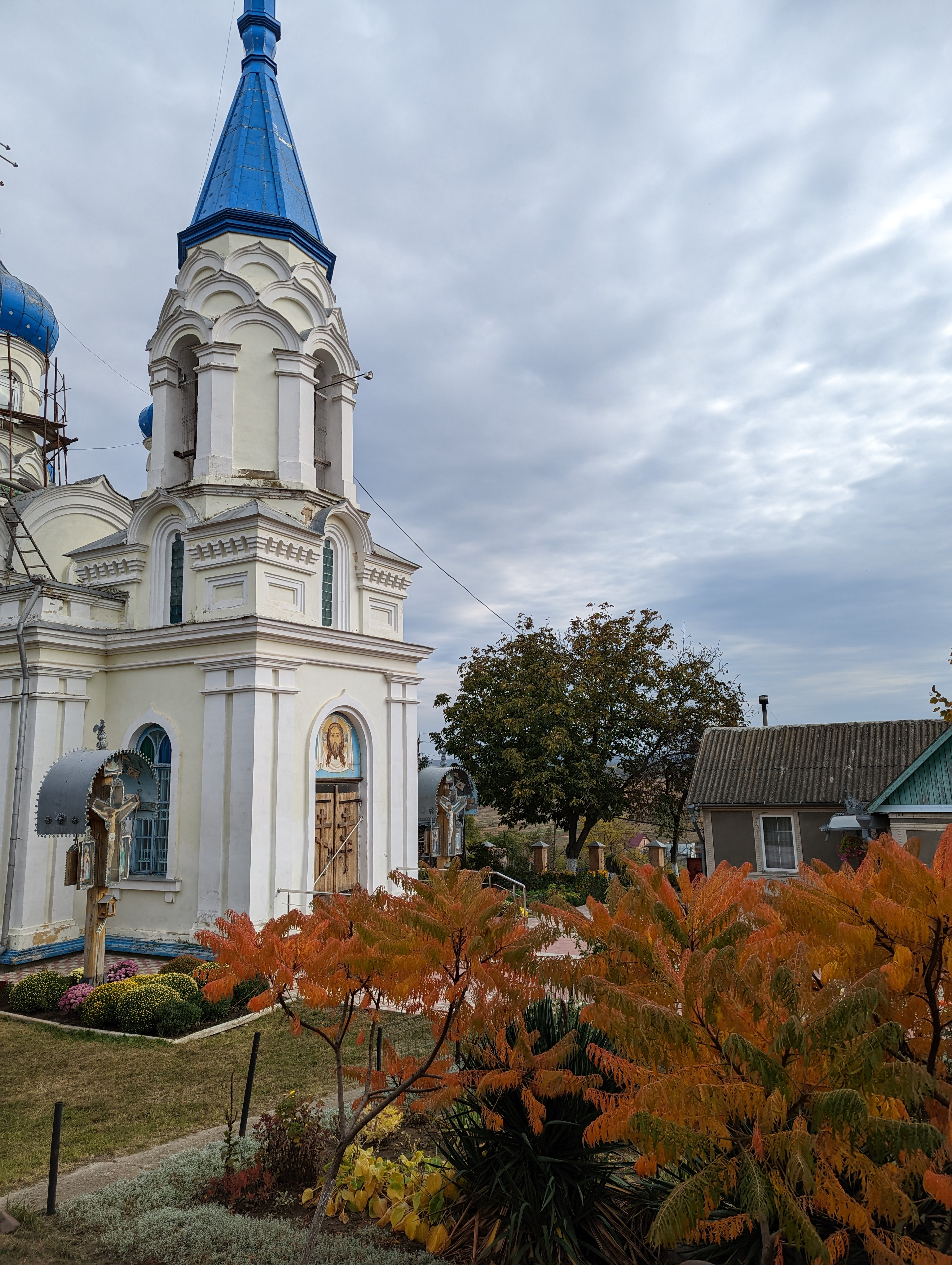
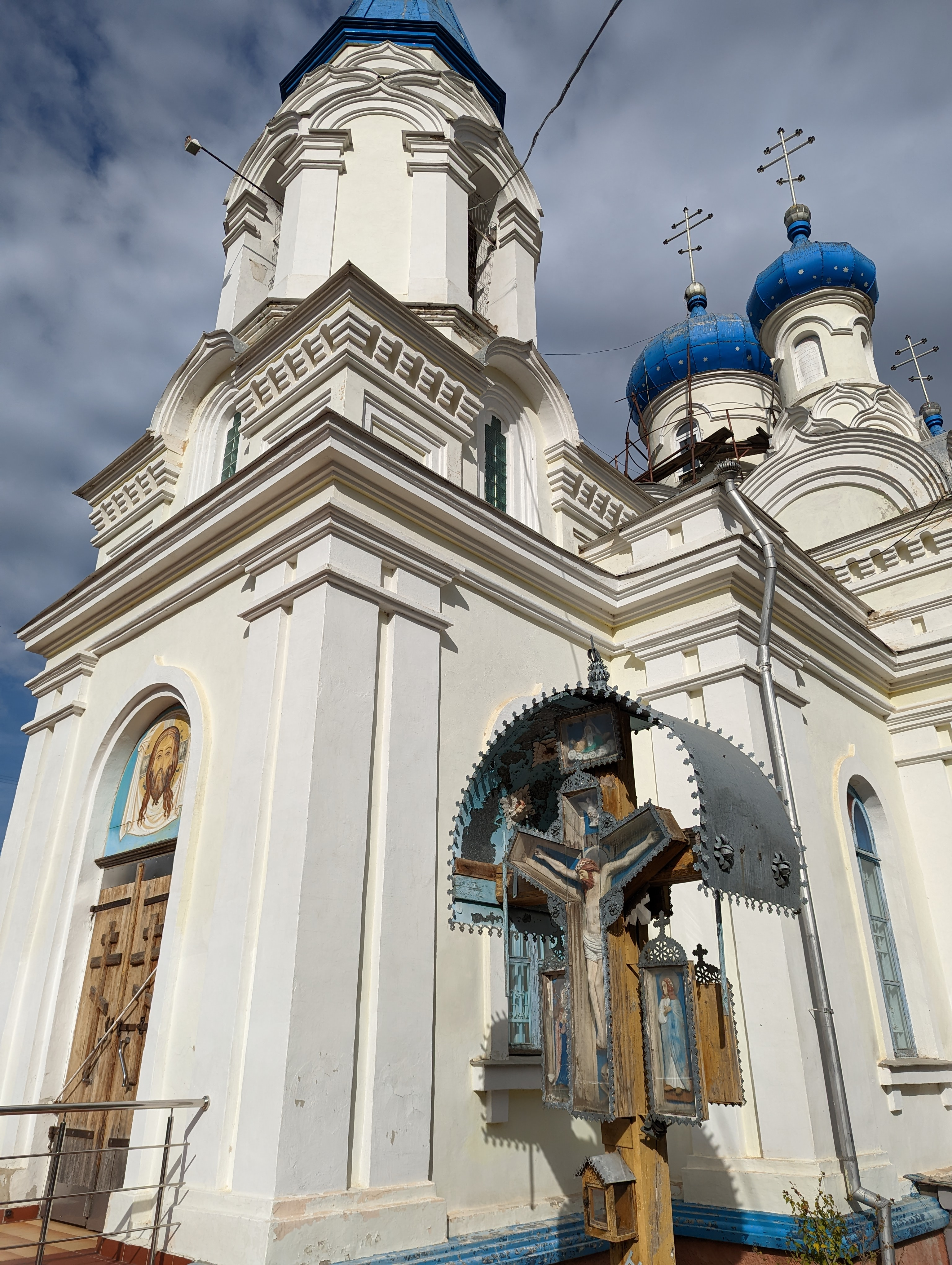
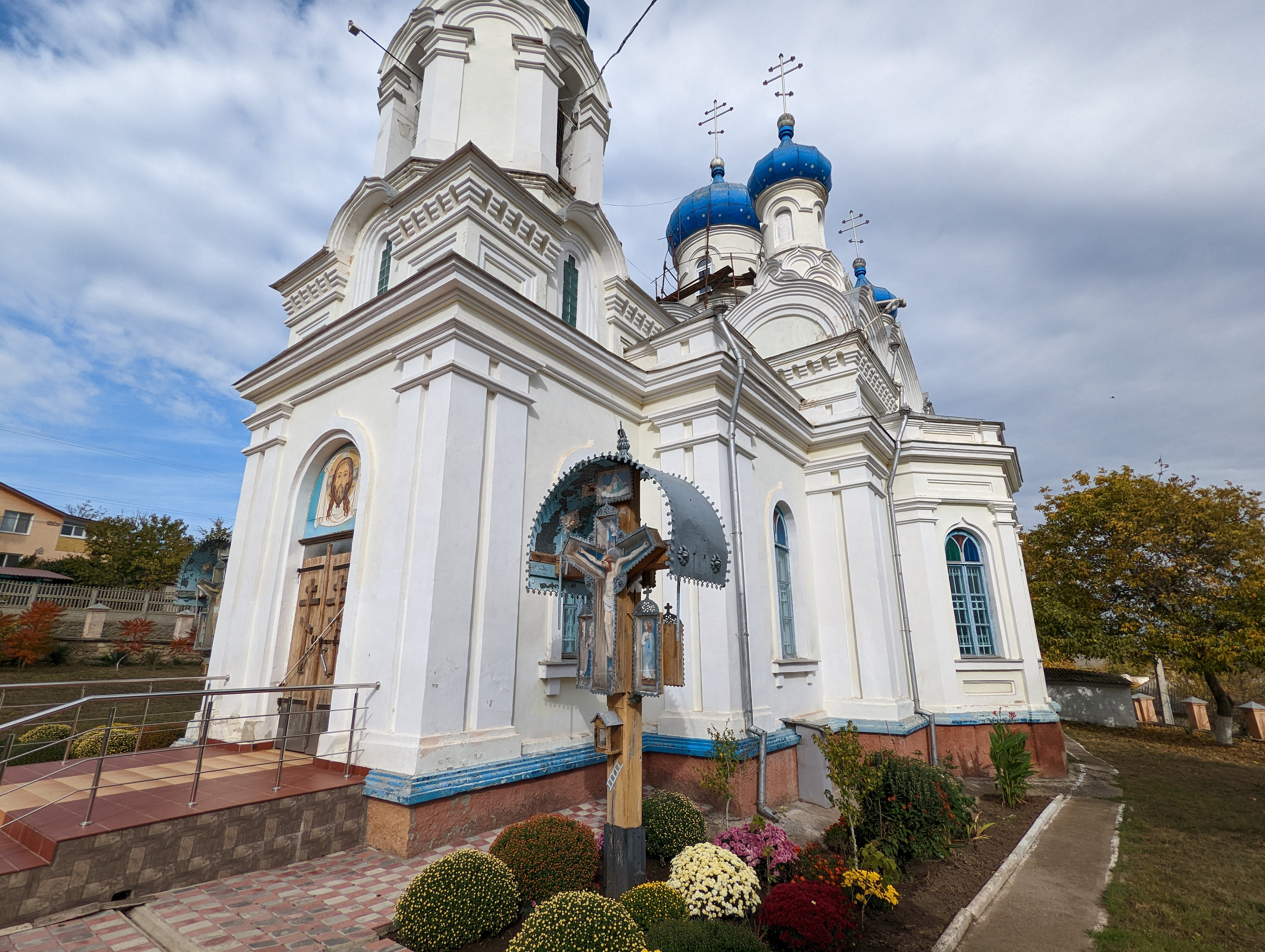

Biserica „Sfânta Treime”
Alte locuri

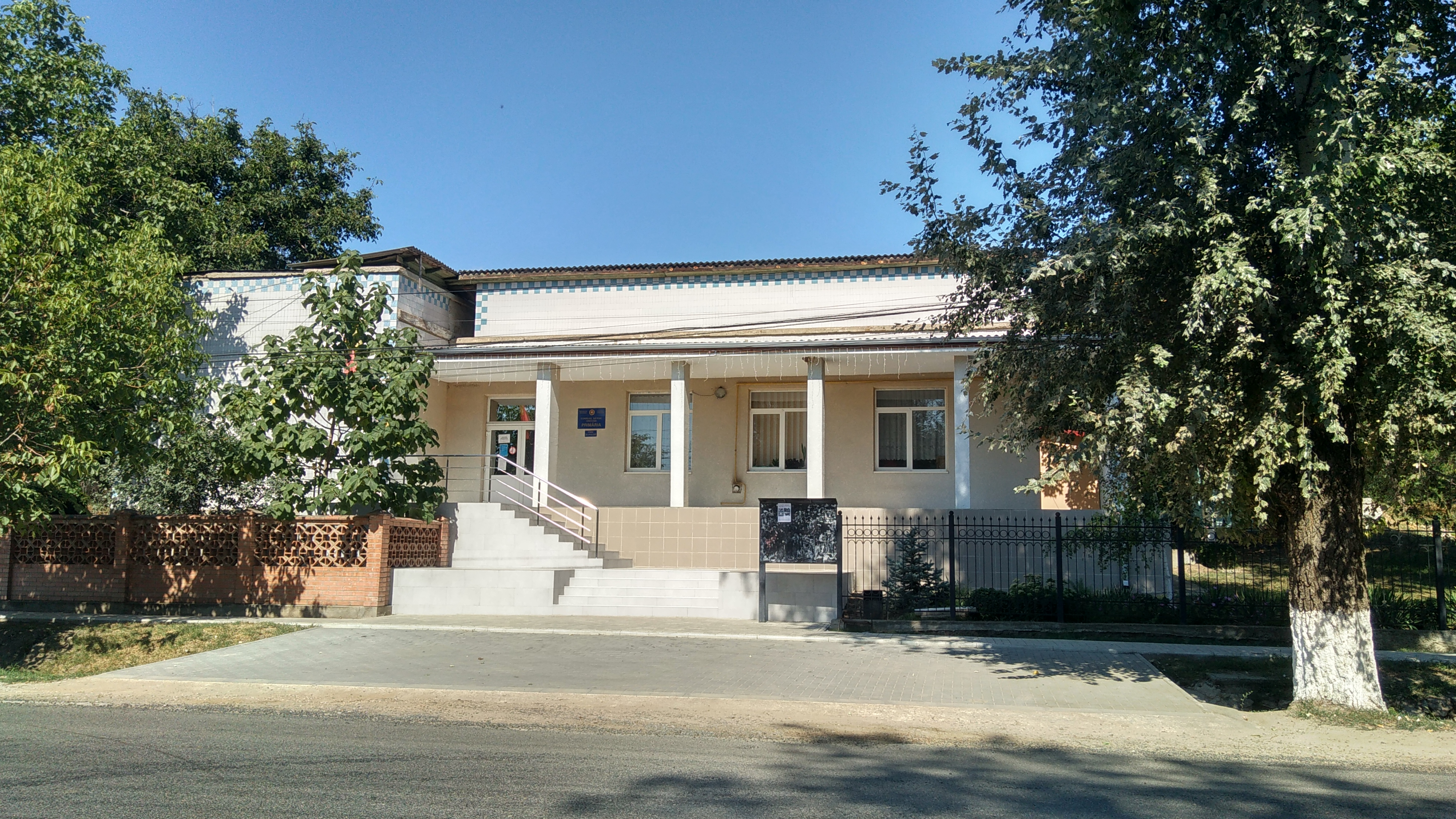
Primăria
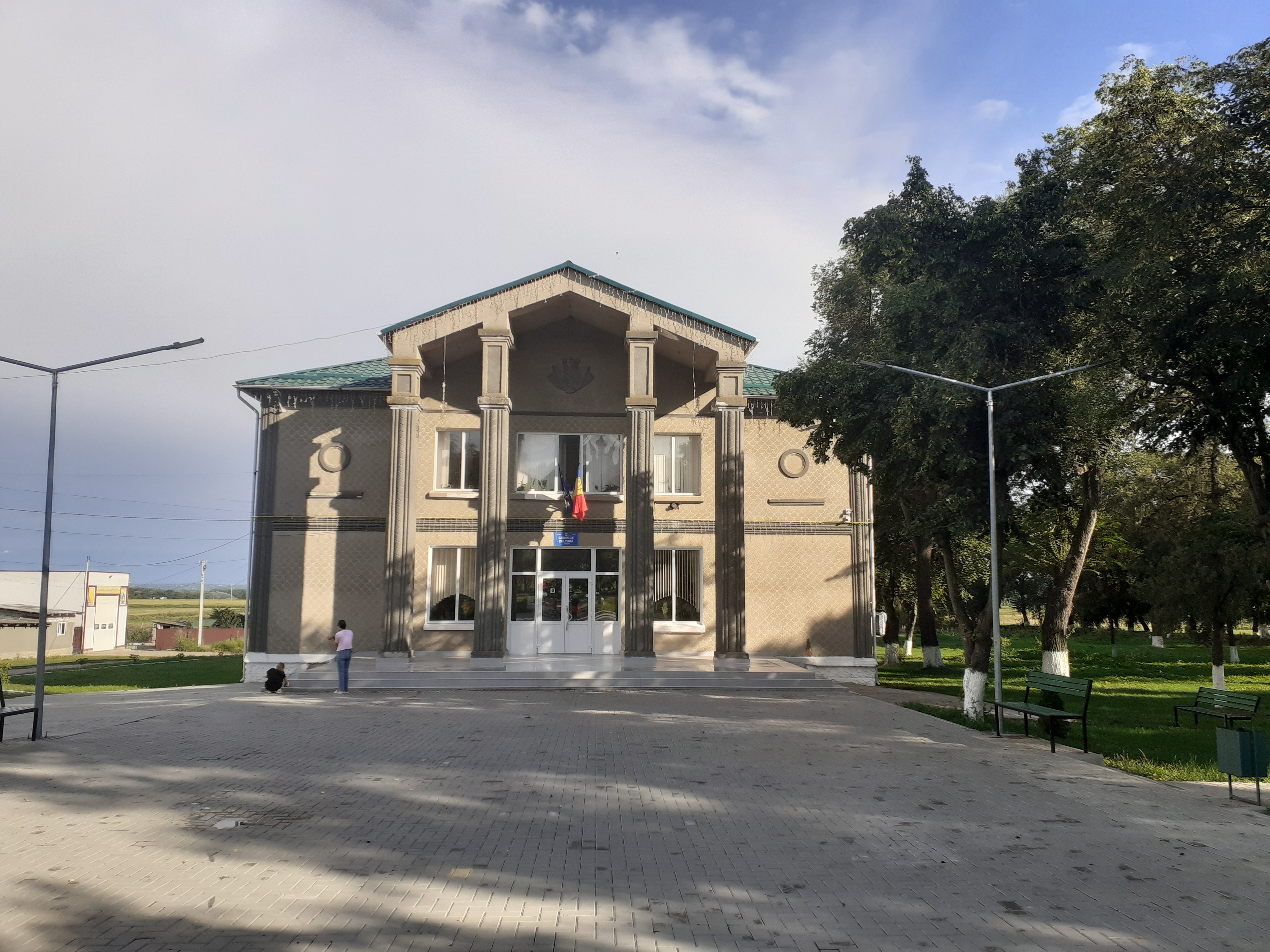
Casa de cultură
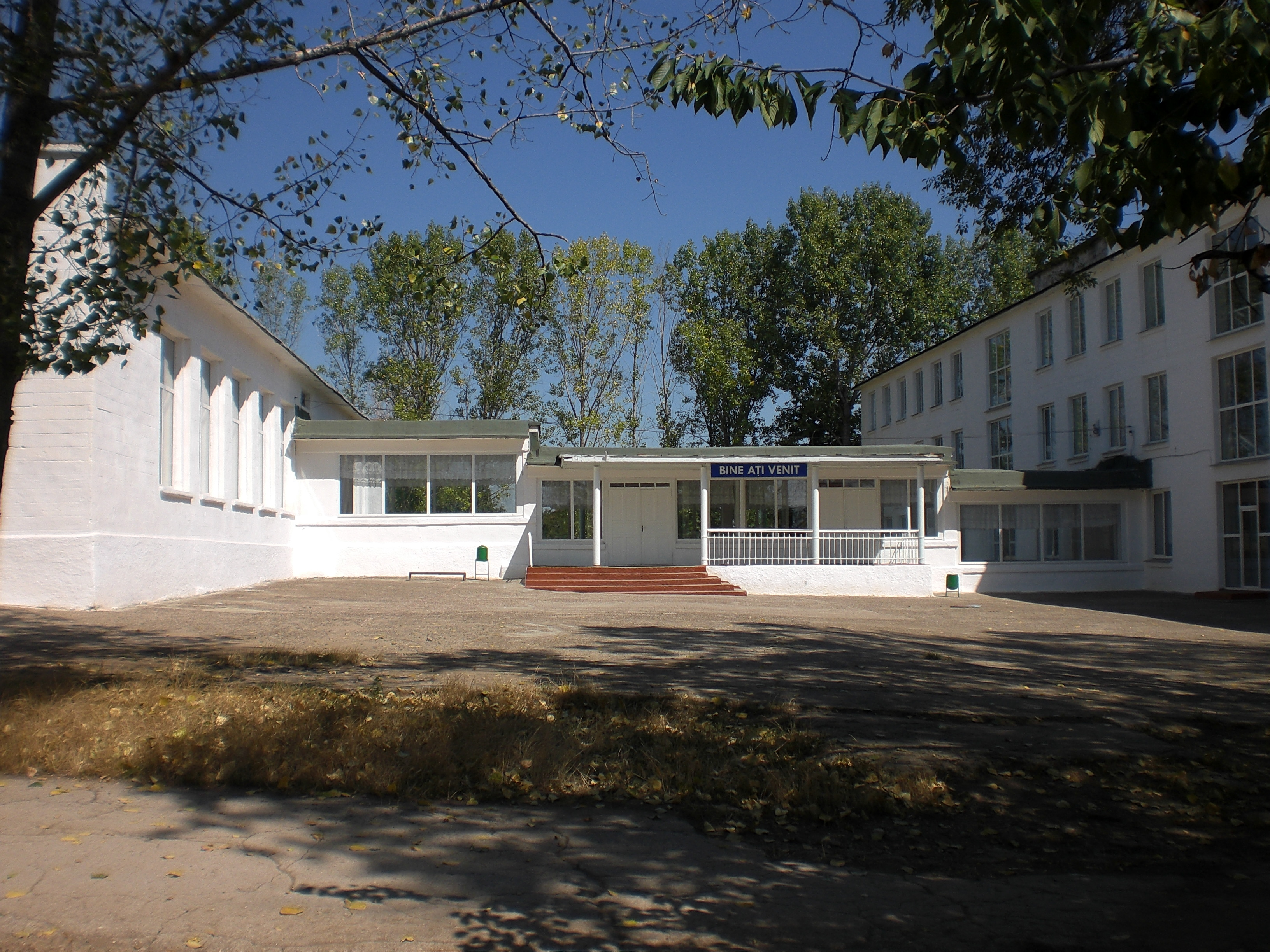
Școala
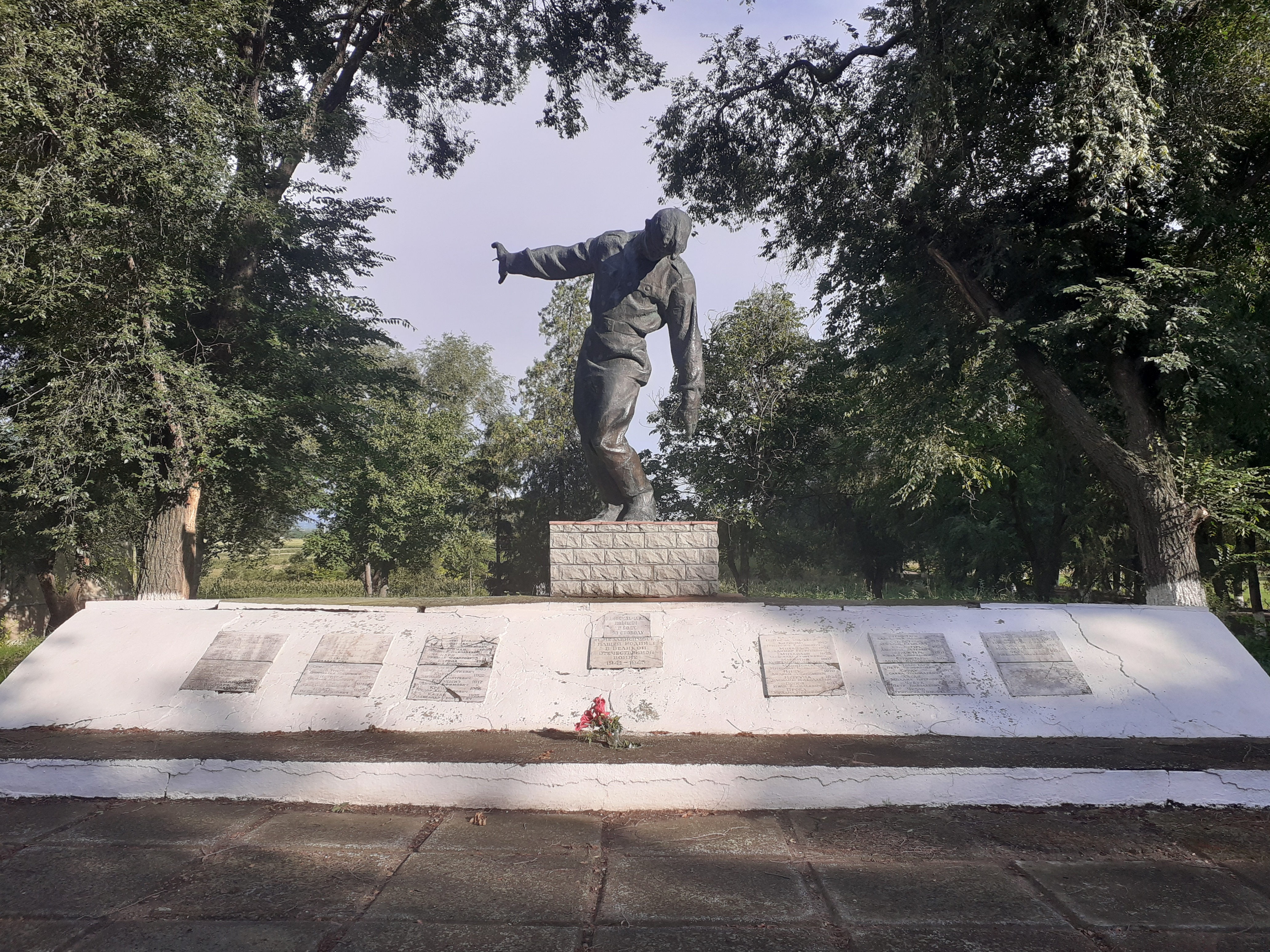
Monument sovietic
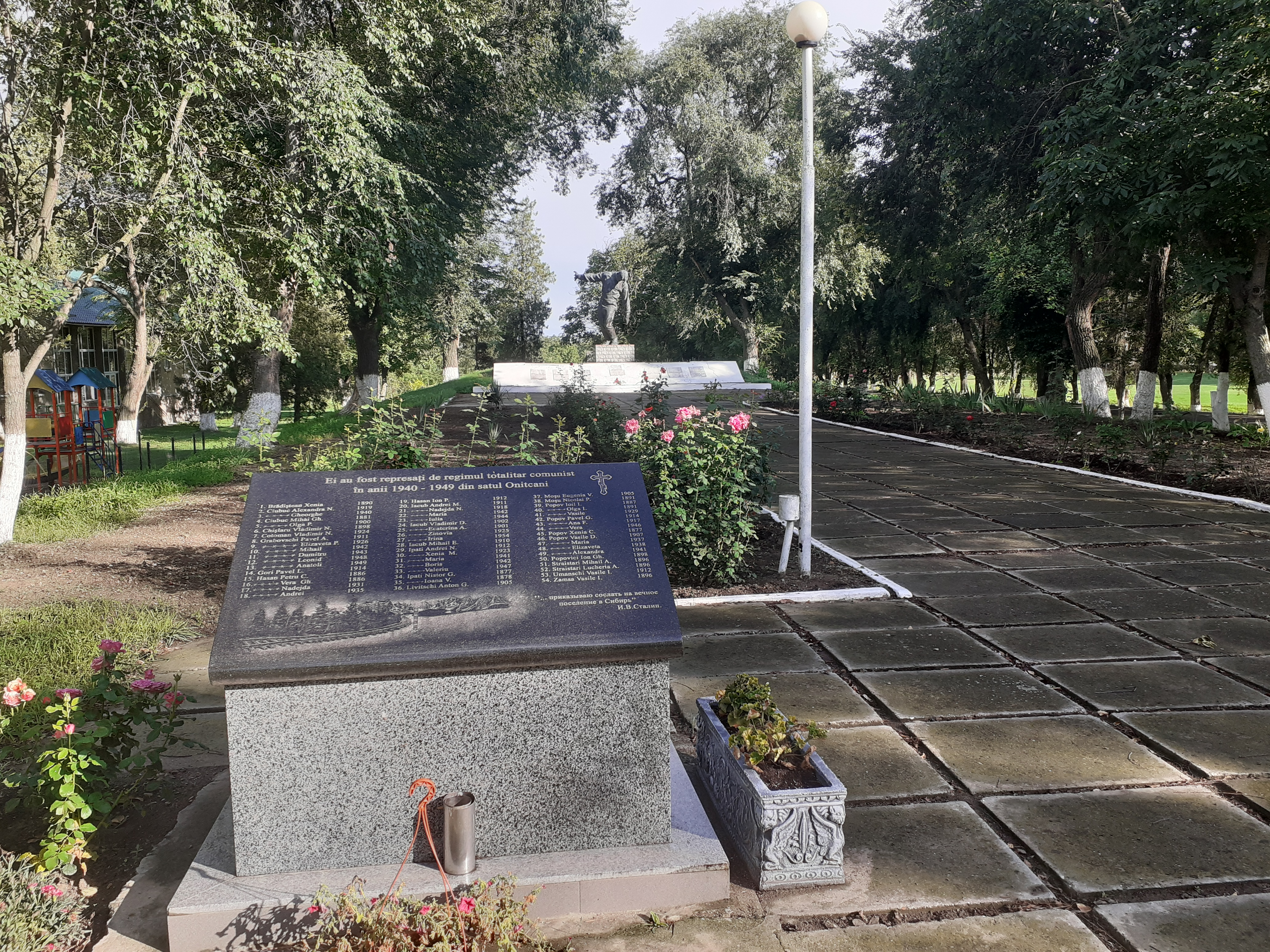
Monumentul victimelor regimului totalitar comunist.
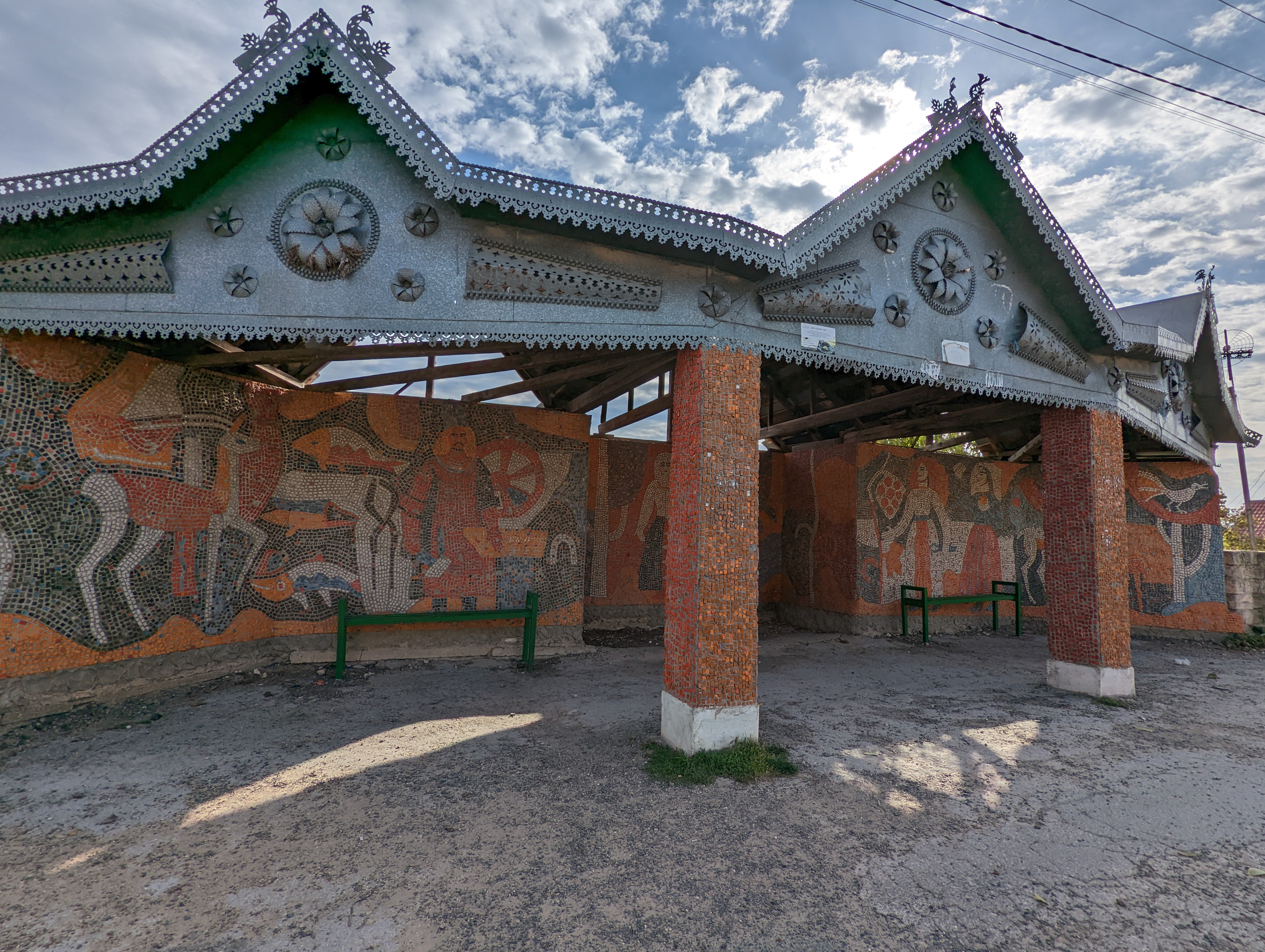
Stația auto
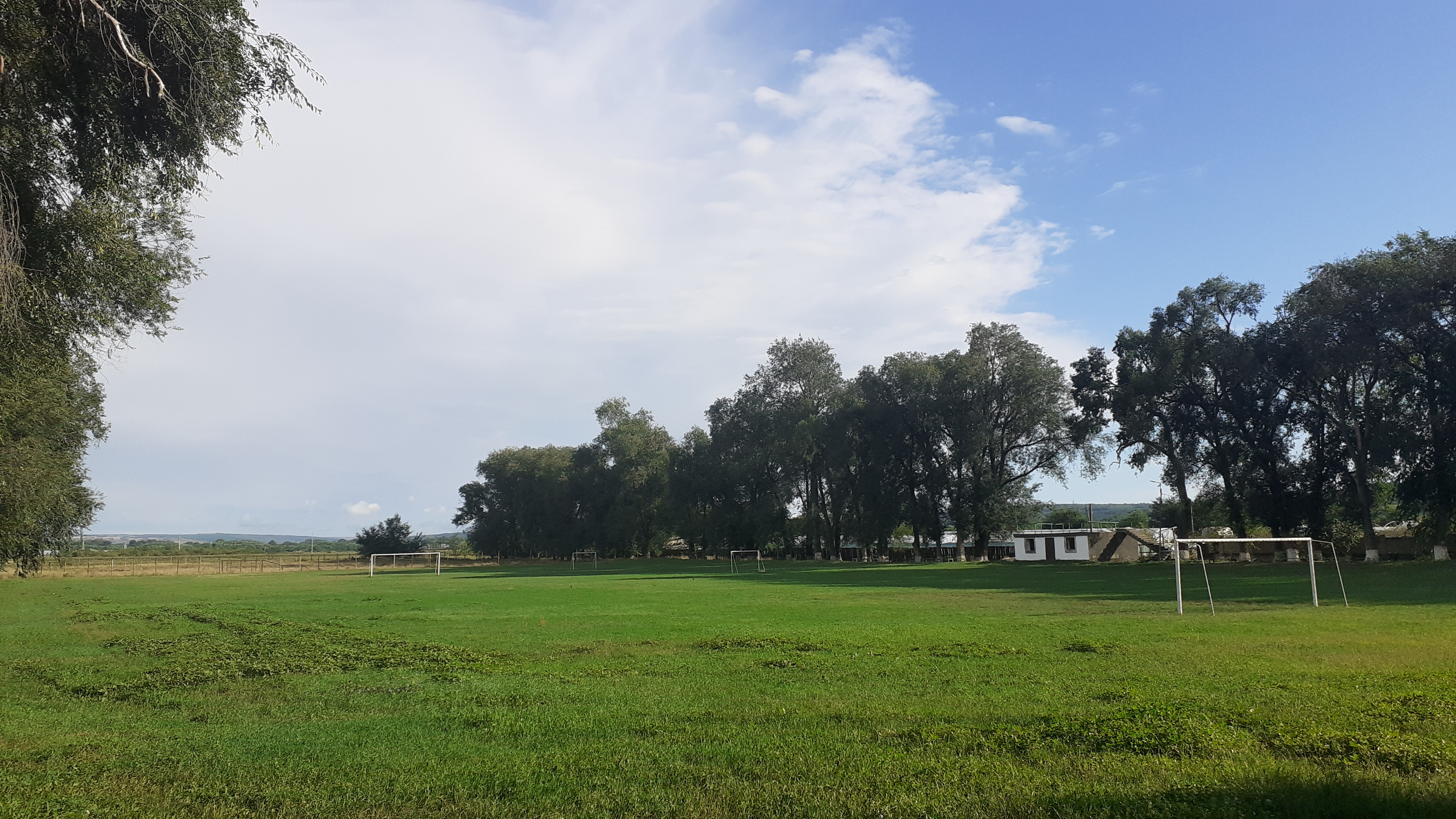
Stadionul din sat
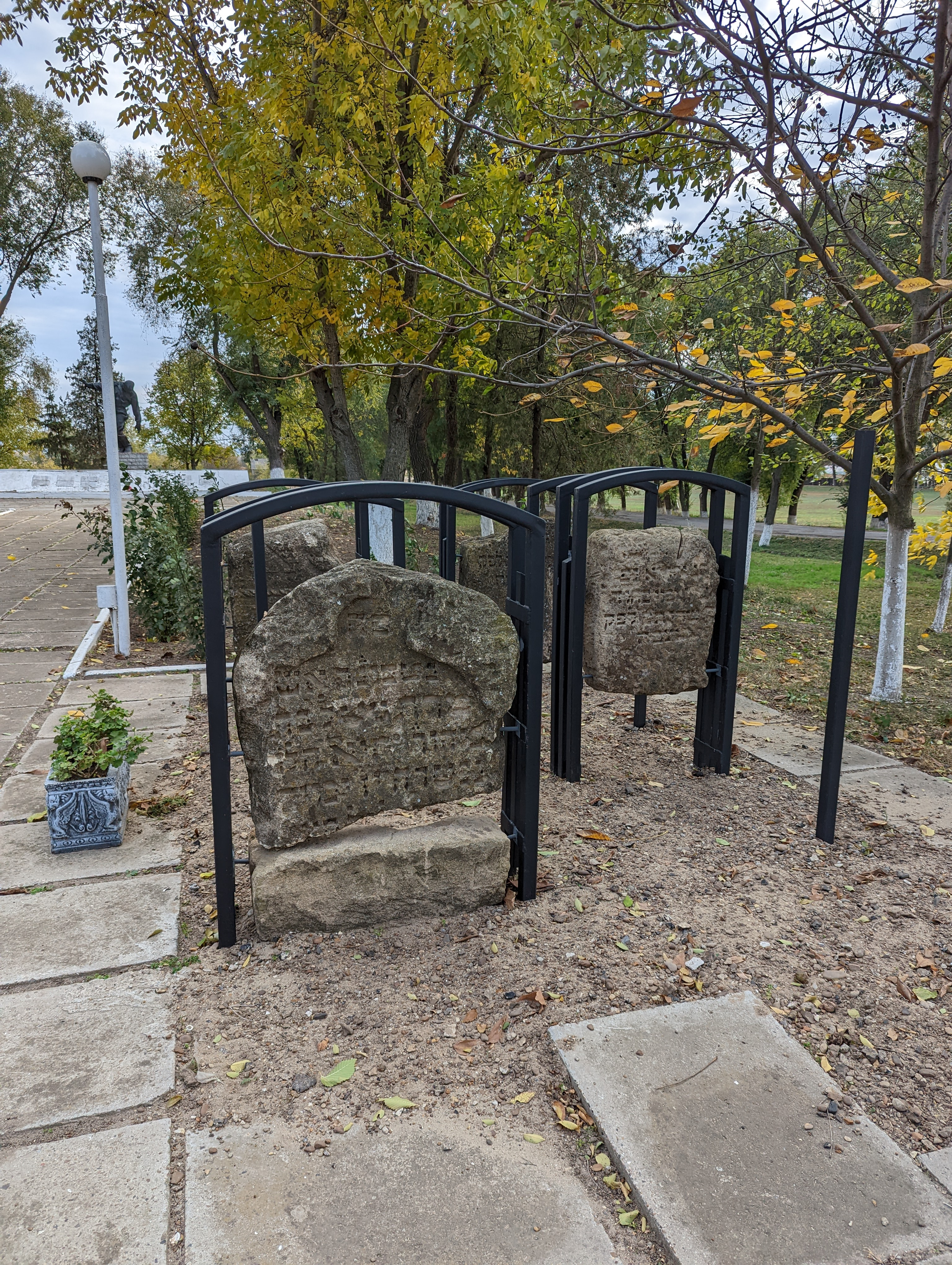
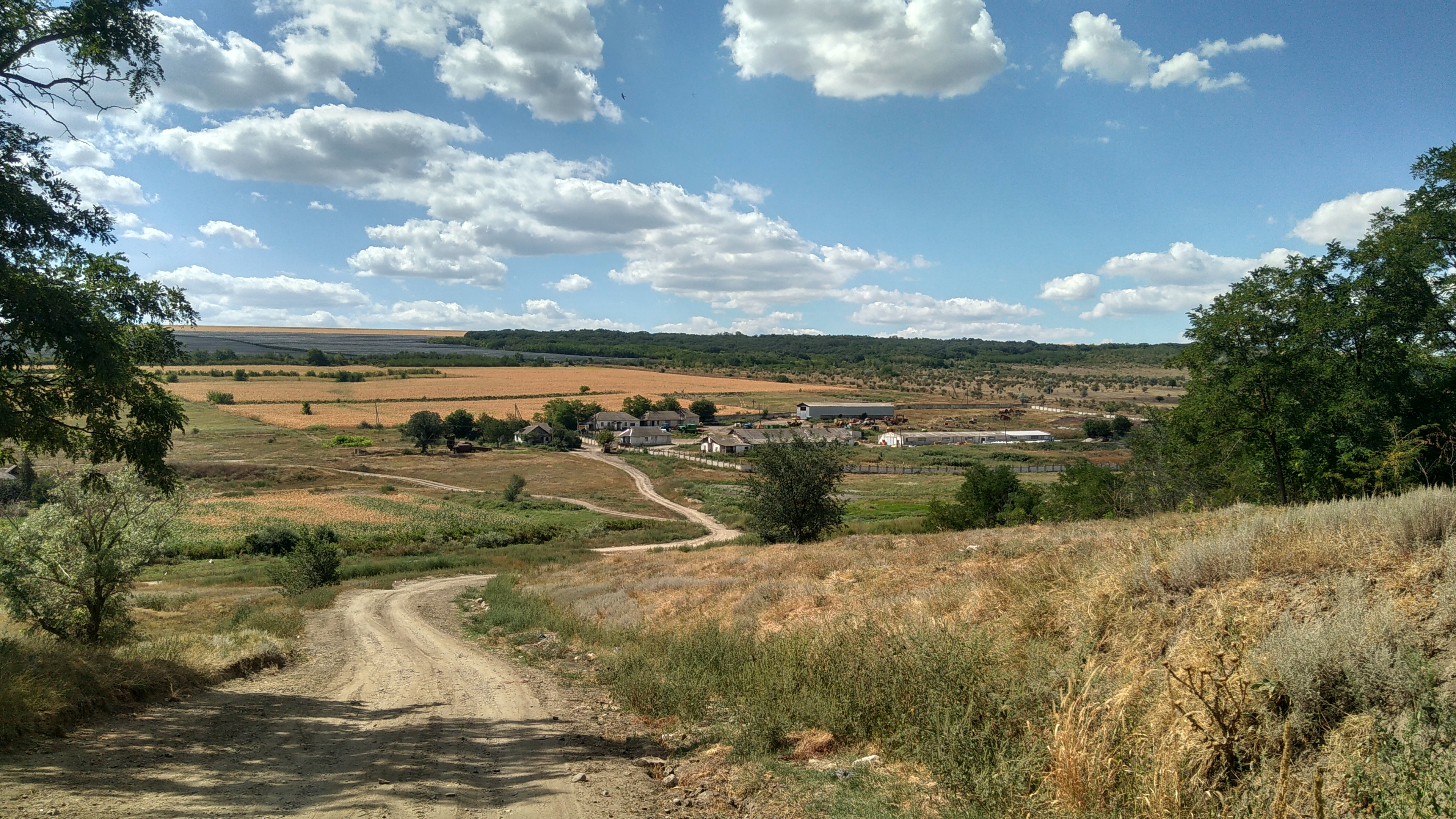
Drumul spre fermă.
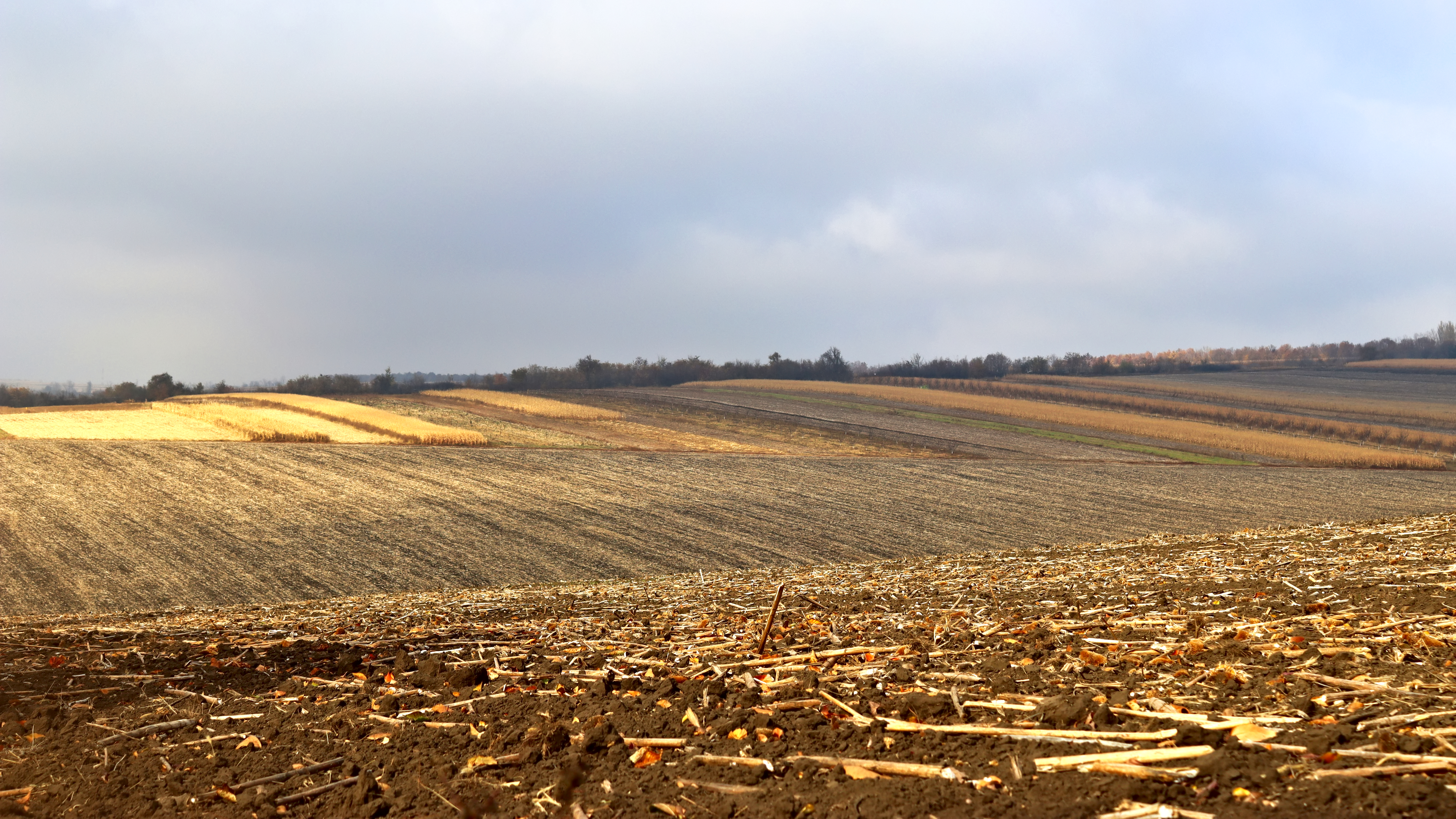
Terenuri agricole pe moșia satului.